# لتاب
لتاب، روستایی از توابع بخش شباب شهرستان چرداول در استان ایلام ایران است.

## جمعیت
این روستا در دهستان ریزوند قرار دارد و براساس سرشماری مرکز آمار ایران در سال ۱۳۸۵، جمعیت آن ۳۸۶ نفر (۸۵خانوار) بوده‌است.مردم این روستا از ایل ریزوند می باشند.روستای لتاب تا قبل از سال ۱۳۶٨ مسافتی را از جاده اصلی شهرستان چرداول فاصله داشت ویک جاده فرعی آنرا به خط اصلی شهرستان متصل می کرد. تا این که مردم روستا در سال ۱۳۶٨ به پیشنهاد خانواده دانش پور ودر راس آنها خانجان دانش پور به محل کنونی روستا مهاجرت کردند. محل کنونی روستای لتاب بر روی جاده اصلی شهرستان ودر فاصله سه کیلومتری شهر شباب(مرکز بخش شباب) و فاصله یازده کیلومتری شهر سرابله(مرکز شهرستان چرداول) قرار دارد